# Hambach
Hambach és un municipi francès, situat al departament del Mosel·la i a la regió del Gran Est. L'any 2007 tenia 2.695 habitants.

## Demografia

### Població
El 2007 la població de fet de Hambach era de 2.695 persones. Hi havia 1.038 famílies, de les quals 242 eren unipersonals (139 homes vivint sols i 103 dones vivint soles), 317 parelles sense fills, 384 parelles amb fills i 95 famílies monoparentals amb fills.
La població ha evolucionat segons el següent gràfic:
Habitants censats

### Habitatges
El 2007 hi havia 1.133 habitatges, 1.040 eren l'habitatge principal de la família, 5 eren segones residències i 88 estaven desocupats. 909 eren cases i 222 eren apartaments. Dels 1.040 habitatges principals, 815 estaven ocupats pels seus propietaris, 208 estaven llogats i ocupats pels llogaters i 17 estaven cedits a títol gratuït; 21 tenien una cambra, 57 en tenien dues, 98 en tenien tres, 226 en tenien quatre i 638 en tenien cinc o més. 951 habitatges disposaven pel capbaix d'una plaça de pàrquing. A 400 habitatges hi havia un automòbil i a 550 n'hi havia dos o més.

### Piràmide de població
La piràmide de població per edats i sexe el 2009 era:
| Homes | Edats   | Dones |
| ----- | ------- | ----- |
| 0     | 95 o +  | 4     |
| 4     | 90 a 94 | 12    |
| 4     | 85 a 89 | 16    |
| 4     | 80 a 84 | 20    |
| 28    | 75 a 79 | 68    |
| 32    | 70 a 74 | 36    |
| 84    | 65 a 69 | 80    |
| 52    | 60 a 64 | 56    |
| 72    | 55 a 59 | 56    |
| 72    | 50 a 54 | 76    |
| 136   | 45 a 49 | 128   |
| 96    | 40 a 44 | 96    |
| 112   | 35 a 39 | 104   |
| 88    | 30 a 34 | 96    |
| 52    | 25 a 29 | 64    |
| 52    | 20 a 24 | 72    |
| 84    | 15 a 19 | 96    |
| 100   | 10 a 14 | 76    |
| 80    | 5 a 9   | 64    |
| 80    | 0 a 4   | 52    |

## Economia
El 2007 la població en edat de treballar era de 1.777 persones, 1.267 eren actives i 510 eren inactives. De les 1.267 persones actives 1.163 estaven ocupades (637 homes i 526 dones) i 104 estaven aturades (42 homes i 62 dones). De les 510 persones inactives 173 estaven jubilades, 125 estaven estudiant i 212 estaven classificades com a «altres inactius».

### Ingressos
El 2009 a Hambach hi havia 1.059 unitats fiscals que integraven 2.746,5 persones, la mediana anual d'ingressos fiscals per persona era de 19.029 €.

### Activitats econòmiques
Dels 107 establiments que hi havia el 2007, 2 eren d'empreses extractives, 1 d'una empresa alimentària, 3 d'empreses de fabricació de material elèctric, 6 d'empreses de fabricació d'elements pel transport, 7 d'empreses de fabricació d'altres productes industrials, 12 d'empreses de construcció, 18 d'empreses de comerç i reparació d'automòbils, 10 d'empreses de transport, 12 d'empreses d'hostatgeria i restauració, 2 d'empreses d'informació i comunicació, 5 d'empreses financeres, 3 d'empreses immobiliàries, 10 d'empreses de serveis, 10 d'entitats de l'administració pública i 6 d'empreses classificades com a «altres activitats de serveis».
Dels 30 establiments de servei als particulars que hi havia el 2009, 1 era una oficina de correu, 1 una oficina bancària, 5 tallers de reparació d'automòbils i de material agrícola, 1 establiment de lloguer de cotxes, 2 paletes, 2 guixaires pintors, 5 lampisteries, 1 electricista, 1 empresa de construcció, 3 perruqueries, 6 restaurants i 2 salons de bellesa.
Dels 3 establiments comercials que hi havia el 2009, 2 eren supermercats i 1 una botiga de menys de 120 m².
L'any 2000 a Hambach hi havia 7 explotacions agrícoles.

## Equipaments sanitaris i escolars
Els 2 equipaments sanitaris que hi havia el 2009 eren farmàcies.
El 2009 hi havia 1 escola maternal i 2 escoles elementals.

## Poblacions més properes
El següent diagrama mostra les poblacions més properes.